# Assainvillers
Assainvillers (picardisch: Sainvilé) ist eine nordfranzösische Gemeinde mit 134 Einwohnern (Stand 1. Januar 2022) im Département Somme in der Region Hauts-de-France. Die Gemeinde liegt im Arrondissement Montdidier und gehört zum Kanton Roye.

## Geographie
Die Gemeinde an der Départementsgrenze in der Landschaft Santerre mit der isolierten Ferme Defoy im Westen und der Ferme Le Moulin im Süden liegt rund vier Kilometer südöstlich von Montdidier und an dieses angrenzend an der Départementsstraße D935 (ehemalige Route nationale 35) nach Compiègne.

## Geschichte
In Assainvillers wurden zahlreiche Spuren vorgeschichtlicher Besiedelung gefunden.
Die mittelalterliche Kapelle Sainte-Geneviève wurde 1768 zerstört.
Die Gemeinde erhielt als Auszeichnung das Croix de guerre 1914–1918.

## Einwohner
| 1962 | 1968 | 1975 | 1982 | 1990 | 1999 | 2006 | 2010 |
| ---- | ---- | ---- | ---- | ---- | ---- | ---- | ---- |
| 165  | 159  | 103  | 110  | 134  | 157  | 161  | 144  |

## Verwaltung
Bürgermeister (maire) ist seit 2008 Xavier Dejaiffe.

## Sehenswürdigkeiten
- Die Kirche Saint-Denis aus dem 16. Jahrhundert.